# Albert II. od Monaka
Albert II., punim imenom Albert Alexandre Louis Pierre Grimaldi, (Monte Carlo, 14. ožujka 1958.), trenutni je knez Monaka i starješina vladarske dinastije Grimaldi. Vladar je od 6. travnja 2005., sin Rainiera III. i nekadašnje holivudske glumice Grace Kelly. Godine 2011. oženio se bivšom plivačicom Charlene Wittstock s kojom ima dvoje djece, princezu Gabriellu i princa Jacquesa, zakonita nasljednika kneževskoga prijestolja i dinastije.

## Životopis
Od 1977. do 1981. Albert je studirao ekonomiju, politologiju, psihologiju, englesku literaturu, povijest umjetnosti, antropologiju, geologiju, sociologiju, njemački jezik i glazbu na koledžu Amherst u Massachusettsu, SAD. Diplomirao je 1981. godine političke znanosti. Govori engleski, francuski i njemački jezik. Kratko vrijeme služio je u Francuskoj ratnoj mornarici s činom zastavnika.
Poslije majčine smrti u prometnoj nesreći 1982. godine, postao je predsjednik Crvenog križa Monaka te je sudjelovao u brojnim dobrotvornim akcijama.
Budući da je dugo bio neženja, što je stvaralo probleme za kneževinu, koja bi se bez nasljednika prijestolja morala vratiti pod upravu Francuske, počele su se širiti glasine o njegovoj homoseksualnosti, što je Albert opovrgnuo u medijima u više navrata. Istovremeno s takvim glasinama, počele su kružiti priče o njegovim vezama s brojnim poznatim ljepoticama, koje uključuju manekenke Claudiju Schiffer i Naomi Campbell, glumice Brooke Shields i Bo Derek, pjevačicu Kylie Minogue i mnoge druge.
Preuzeo je prijestolje pod imenom Albert II. 2005. godine, nakon očeve smrti.
Službeno je posjetio Hrvatsku 21. travnja 2009. godine.

### Brak i potomstvo
Albert ima dvoje izvanbračne djece s dvije žene, kći Jazmin Grace s Tamarom Jean Rotolo i sina Alexandra Grimaldi-Costu s Nicole Coste, koji ne mogu sudjelovati u nasljedstvu monegaškoga prijestolja, jer su rođeni izvan bračne zajednice, iako je Albert priznao očinstvo. i dvoje blizanaca rođenih u braku s bivšom južnoafričkom plivačicom Charlene Wittstock, s kojom se vjenčao 1. srpnja 2011. godine:
- kraljevna Gabriella Therese Marie (10. prosinca 2014.)
- kraljević Jacques Honore Rainier (10. prosinca 2014.)

## Športska djelatnost
Sudjelovao je na pet Zimskih olimpijskih igara od 1988. do 2002. godine kao član nacionalne momčadi u bobu. Član je Međunarodnoga Olimpijskog Odbora od 1985. godine i predsjednik Monegaškoga Olimpijskog Odbora.

## Vanjske poveznice
|  | Zajednički poslužitelj ima još gradiva o temi Albert II. od Monaka |

- Albert II. Hrvatska enciklopedija
- Albert II, monegaški knez Britannica (engl.)
- Životopis Alberta II. (engl.)

| Prethodnik:                  | Knez Monaka (2005. – ...) | Nasljednik:                              |
| Rainier III. (1949. – 2005.) | Knez Monaka (2005. – ...) | Jacques od Monaka (prijestolonasljednik) |